# Bibrka
Bibrka (en ucraniano, Бі́брка) es una ciudad de Ucrania localizada en el raión de Leópolis del óblast de Leópolis.
Tiene una población estimada, a inicios de 2021, de 3810 habitantes. Es sede de un municipio con una población total de dieciséis mil habitantes que, además de la propia ciudad, incluye como pedanías al asentamiento de tipo urbano de Novi Strílyshcha y 44 pueblos.
Está situada a unos 32 km al sureste de Lviv por la autopista H09.

## Historia
La ciudad ha sido gobernada sucesivamente por el Reino de Polonia, por la Mancomunidad polaco-lituana, por el Imperio austríaco, por el Reino de Galitzia y Lodomeria, por el Imperio ruso, por Polonia, y por la Unión soviética. Como resultado de su historia, Bibrka tiene varios nombres oficiales y nativos, como en ruso, polaco, yidis y alemán.
En 1942, los alemanes crearon un gueto para los 1500-1900 judíos restantes que no habían sido deportados al campo de exterminio de Bełzec. Aproximadamente 300 judíos murieron en el gueto debido a enfermedades. El gueto fue liquidado el 13 de abril de 1943 y más de 1300 judíos fueron asesinados en un sitio en la cercana aldea de Volove.
La región fue anexada por la Unión Soviética en 1945 y Bibrka fue el sitio de una prisión y centro de detención soviético, donde se detuvo a polacos y de otras nacionalidades a mediados del siglo XX.
Hasta la reforma territorial de 2020, era una ciudad de importancia distrital en el raión de Peremyshliany y en su territorio había solamente una pedanía, el pueblo de Shpylchyna.